# Jacksonville Armada Football Club
El Jacksonville Armada es un equipo de fútbol de los Estados Unidos que juega en la NPSL, la tercera liga de fútbol más importante del país.

## Historia
Fue fundado en el año 2013 en la ciudad de Jacksonville, Florida luego de que el 13 de mayo de 2013 el empresario local Mark Frisch y el exjugador de la MLS Darío Sala crearan la Sunshine Soccer Group para promover el fútbol en la ciudad. Luego de una reunión con la NASL se determinó que las ciudades de Jacksonville, Florida y Oklahoma City tendrían equipos para la temporada 2015 en la NASL.
El 15 de febrero de 2014 se anunció que el nombre del club sería Jacksonville Armada y sus colores serían azul marino, azul real, dorado y blanco; y el 11 de junio de 2014 se anunció que el argentino José Luis Villarreal sería el primer entrenador en la historia del club.

## Copa Coastal
La Copa de la Costa (desde 2010) originalmente fue disputada entre los Fort Lauderdale Strikers y los Tampa Bay Rowdies, pero con la entrada de Jacksonville en la liga, la competencia se ha vuelto triangular. La liga ha anunciado que a partir de la temporada 2016 el Miami FC se unirá a la NASL.  Esta adición haría que la Copa Coastal constara de cuatro equipos.